# Харшево
Харшево (пол. Charszewo, нім. Karsberge) — село в Польщі, у гміні Роґово Рипінського повіту Куявсько-Поморського воєводства.
Населення — 97 осіб (2011).
У 1975-1998 роках село належало до Влоцлавського воєводства.

## Демографія
Демографічна структура станом на 31 березня 2011 року:
|          | Загалом | Допрацездатний вік | Працездатний вік | Постпрацездатний вік |
| -------- | ------- | ------------------ | ---------------- | -------------------- |
| Чоловіки | 43      | 8                  | 32               | 3                    |
| Жінки    | 54      | 12                 | 26               | 16                   |
| Разом    | 97      | 20                 | 58               | 19                   |